# Wilhelm Arwe
Wilhelm "Wille" Arwe, född den 28 januari 1898, död den 8 april 1980, var en svensk bandyspelare i IK Göta och ishockeyspelare i Djurgårdens IF och Sveriges herrlandslag i ishockey. Som bandyspelare introducerades han i ishockey när han deltog i det första herrlandslaget i ishockey som deltog i olympiska sommarspelen 1920 där Sverige slutade på fjärde plats. 1921 blev han Europamästare. Han deltog även i vinter-OS 1924 där Sverige åter slutade på fjärde plats. Han var Stor grabb nummer 6 i ishockey.
Arwe var den drivande kraften bakom bildandet av Djurgårdens IF:s hockeysektion som startades 1922. Han vann 1926 SM-guld i ishockey med Djurgården, lagets första, efter en finalvinst över Västerås SK med 7-1 på Stockholms Stadion. Han spelade för Djurgården 1922–1931.